# Babah Dua (Sampoiniet)
Babah Dua is een bestuurslaag in het regentschap Aceh Jaya van de provincie Atjeh, Indonesië. Babah Dua telt 442 inwoners (volkstelling 2010).